# Liste der Bodendenkmäler in Abtswind
Auf dieser Seite sind die Bodendenkmäler in dem unterfränkischen Markt Abtswind zusammengestellt. Diese Tabelle ist eine Teilliste der Liste der Bodendenkmäler in Bayern. Grundlage ist die Bayerische Denkmalliste, die auf Basis des Bayerischen Denkmalschutzgesetzes vom 1. Oktober 1973 erstmals erstellt wurde und seither durch das Bayerische Landesamt für Denkmalpflege geführt wird. Die folgenden Angaben ersetzen nicht die rechtsverbindliche Auskunft der Denkmalschutzbehörde.

## Bodendenkmäler in Abtswind
| Lage       | Objekt | Akten-Nr.     | Bild           |
| ---------- | --- | ------------- | -------------- |
| (Standort) | Bestattungsplatz mit verebneten Grabhügeln vorgeschichtlicher Zeitstellung.                                                                           | D-6-6228-0002 |                |
| (Standort) | Archäologische Befunde des Mittelalters und der frühen Neuzeit im Bereich der Marktsiedlung von Abtswind.                                             | D-6-6228-0022 |                |
| (Standort) | Archäologische Befunde des Mittelalters und der frühen Neuzeit im Bereich der ehemaligen Marktbefestigung von Abtswind.                               | D-6-6228-0023 |                |
| (Standort) | Archäologische Befunde im Bereich der spätmittelalterlichen evang.-lutherischen Pfarrkirche von Abtswind sowie im Bereich der ehemaligen Kirchenburg. | D-6-6228-0024 | weitere Bilder |